# Будущее Аландов
Будущее Аландов (швед. Ålands Framtid), или Партия будущего Аландских островов, — сепаратистская политическая партия на Аландских островах. Основная цель — провозглашение Аландских островов независимым государством.
Партия начала функционировать в 1999 году, официальной была зарегистрирована в 2001 году.
По результатам местных парламентских выборов 2007 года партия получила 6,5 % голосов и 2 из 30 депутатских мест в лагтинге (местном парламенте). По результатам выборов 2011 года партия увеличила своё представительство в лагтинге до 3 человек.
Партия входит в Европейский свободный альянс.